# Johannes Brunsmand
Johannes Brunsmand, född 30 oktober 1637 i Trondheim, Norge där han tog studentexamen 1658. Han avled 25 juli 1707 i Köpenhamn, och var en dansk präst och psalmförfattare bosatt i Vartov i Danmark. Han var son till prästen Bernt Brunsmand och Margrethe Mogensdatter. Han gifte sig först vid 50 års ålder, 1687 med postmästaränkan Magdalene Andersen, f. Klaumann, som avled 25 juli 1707.

## Biografi
Brunsmand var efter teologisk ämbetsexamen rektor under åren 1668-1677 på Herlufsholm skola. Han prästvigdes 1677 och från 1679 till sin död var han präst på Vartovs hospital, Børnehuset och Pesthuset i Köpenhamn. 
Brunsmand, som var varm anhängare till den ortodoxa lutherska läran, hyste starkt agg mot sin tids fördomar och vidskepelser. Det framförde han särskilt i polemik mot Niels Stensen, som han önskade omvända från katolicismen. Hans avsky kom också till uttryck i hans skrift Kiøge Huus-Kaars, som utgavs första gången 1674 och i flera senare upplagor och även utgavs i ett latinskt tryck utgivet i Holland för att motarbeta den reformerta prästen Balthasar Bekker. Mer sympati hyste man med Brunsmands angrepp på den tyske prästen Lysers polygamiteorier. Bland Brunsmands övriga skrifter finns också två uppskattade psalmsamlingar: år 1676 utgavs Aandelig Siunge-Lyst, som utökades, bearbetades och återutgavs 1687 under titeln: Den siungende Himmel-Lyst / Eller en liden Ny Salme-bog, som innehöll 90 psalmer och ett tillägg av 19 psalmer av andra författare. Thomas Kingo medtog 9 av Brunsmands psalmer i Vinter-Parten 1689, men endast en bearbetad psalm levde vidare till 1699-psalmeboken. Han är representerad i danska Psalmebog for Kirke og Hjem med en översättning till danska Hvorfor vil du dog klage från tyska av en psalm av Johann Heermann.